# Argathona muraeneae
Argathona muraeneae är en kräftdjursart som beskrevs av Bal och Joshi 1959. Argathona muraeneae ingår i släktet Argathona och familjen Corallanidae. Inga underarter finns listade i Catalogue of Life.